# Emeidae
Emeidae — родина вимерлих моаподібних птахів.

## Класифікація
Родина включає 6 видів у 4 родах:
- рід Anomalopteryx
  - Anomalopteryx didiformis
- рід Emeus
  - Emeus crassus
- рід Euryapteryx
  - Euryapteryx curtus
- рід Pachyornis
  - Pachyornis elephantopus
  - Pachyornis geranoides
  - Pachyornis australis